# Hydriomena bryodes
Hydriomena bryodes là một loài bướm đêm trong họ Geometridae.